# Pavel Kovalevski
Pour les articles homonymes, voir Kovalevski.
Pavel Mikhaïlovich Kovalevski (1823-1907, en russe : Павел Михайлович Ковалевский) est un écrivain, journaliste et critique d'art russe.

## Biographie
Pavel Kovalevski est né le 5 décembre 1823 (17 décembre dans le calendrier grégorien) dans le village de Vertiïevka (ru), dans le gouvernement de Kharkov, dans une famille noble. Il a passé son enfance dans le domaine de ses parents. Il est le neveu d'Evgraf Kovalevski, ministre aux idées libérales, et d'Egor Kovalevsky (ru).
En 1845, il obtient son diplôme de l'Institut des mines de Saint-Pétersbourg et travaille cinq ans à la fonderie de Lougansk. En 1847, il est envoyé à l'étranger pour étudier les procédés d'utilisation de la houille. Il n'a pas gout à son activité professionnelle et prend sa retraite en 1850. De 1853 à 1858, il parcourt l'Europe. Il vit en Suisse et en Italie. Il a écrit des articles dans Notes patriotiques («Отечественные Записки») en 1857-1858 et, en 1859, dans Le contemporain. Il les publie à nouveau en 1864 à Saint-Pétersbourg dans un livre intitulé Études d'un voyageur : Italie, Suisse.  Voyageurs et voyages («Этюды путешественника: Италия, Швейцария. Путешественники и путешествие»).
À partir de 1862, Pavel Kovalevski travaille au ministère de la Marine. À la fin des années 1880, il est mis à la retraite. Il passe les dernières années de sa vie seul à la campagne et meurt le 2 avril ( 20 mars, à l' ancienne) en 1907 dans le village de Perevoz, dans le gouvernement de Pskov.
En 1912, à titre posthume, son livre Poèmes et souvenirs («Стихи и воспоминания») est publié à Saint-Pétersbourg. Dans le chapitre « Rencontres sur le chemin de la vie », il parle de sa relation avec Fiodor Dostoïevski au début des années 1860.